# Tubo polar

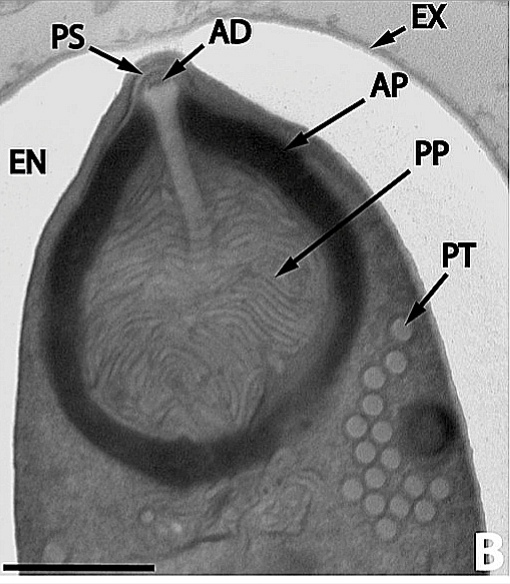
PT= Tubo polar, en corte transversal. Orgánulo de invasión en una espora de microsporidio.

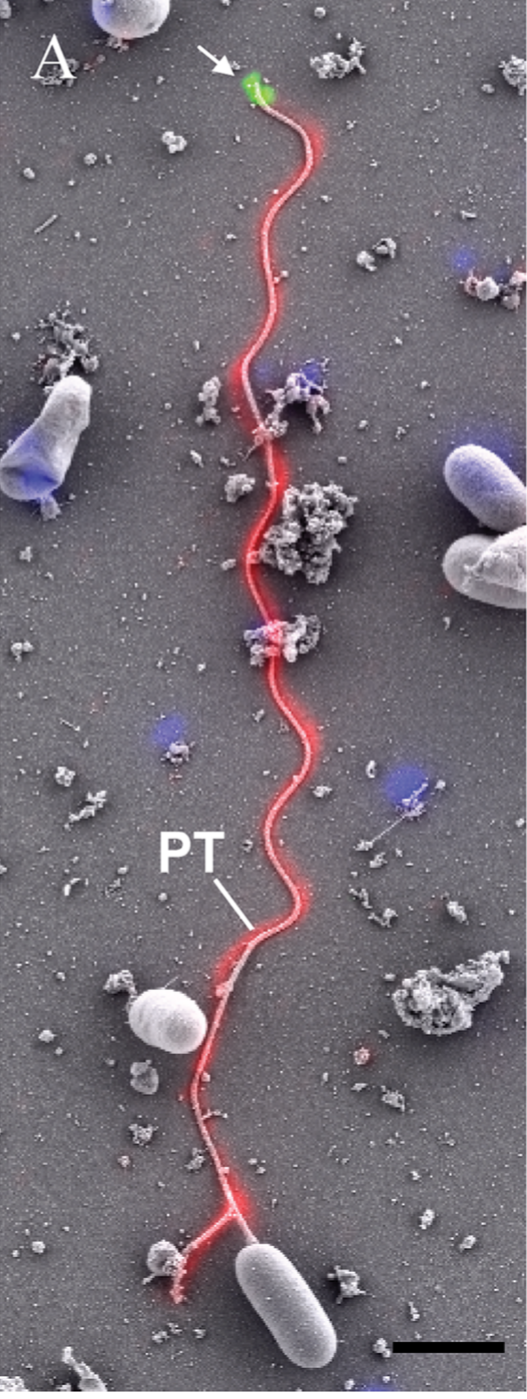
PT= Tubo Polar extruido (en rojo) de una espora de E. hellem (abajo). Microscopía electrónica de barrido.

El tubo polar o  filamento polar es un orgánulo especializado de invasión celular, único y característico de las esporas de los parásitos intracelulares denominados Microsporidios.

El filamento polar es hueco y está preparado para ser el conducto para inocular el material infeccioso. 
El tubo sumamente enrollado dentro de la espora, en condiciones adecuadas del medio del  huésped, se desenrolla hacia el exterior (extrusión) para permitir la consiguiente inoculación en una célula sana, proceso que se denomina 'germinación de espora'.

El tubo es la causa de la infección de las células de un organismo, denominada Microsporidiosis. 

## Características
El tubo polar (TP) es un orgánulo especializado único en su tipo. Es una estructura macromolecular larga, delgada y hueca, con forma de arpón, que es utilizada para  invadir a una célula huésped.

En su fase infectiva el TP se desenrrolla de forma explosiva, fuera de la espora que lo contiene, hasta 20-35 veces la longitud de la espora. Se han registrado longitudes de TP entre 50-300 micrómetros (μm).

El TP como estructura hueca es el conducto que permite inocular el contenido de la espora (esporoplasma) que incluye el genoma del microsporidio.

## Estructura
El tubo polar (TP) es una estructura supra-macromolecular delgada y hueca. 
Dentro de la espora, este orgánulo tubular adopta una disposición enrollada similar a un resorte y se conoce como filamento polar. 

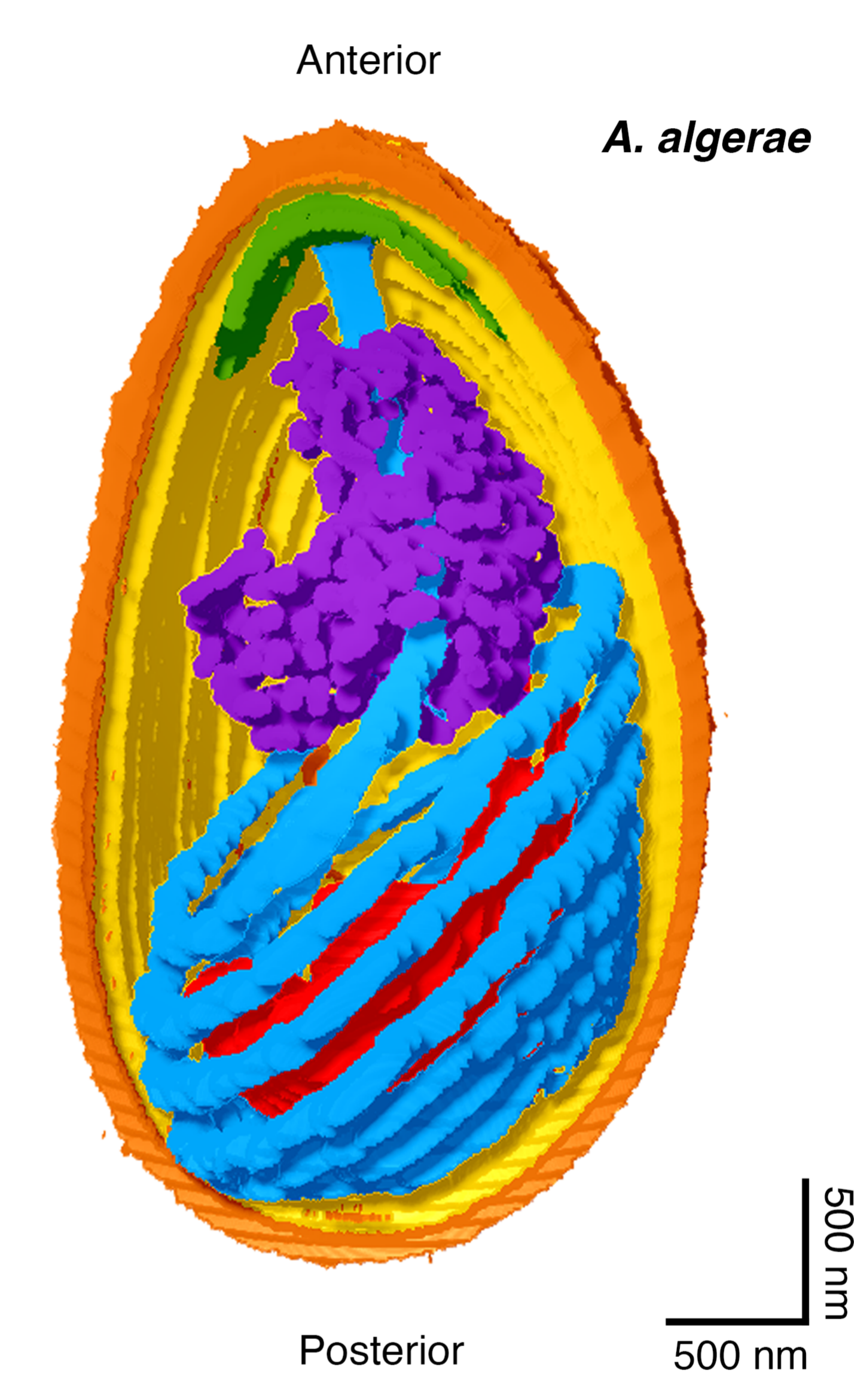
Reconstrucción 3D del Filamento polar enrollado (en azul).

El enrollamiento del filamento polar puede variar desde 4 a 30 vueltas/espiras, dependiendo del microsporidio. En Anncaliia algerae/Brachiola algerae/Nosema algerae se pudieron contar entre 7 y 12 espiras. En Vairomorpha necatrix el filamento polar mostró hasta 12-13 vueltas (coils en inglés).
El diámetro del tubo polar desenrollado es de aproximadamente 0,1 a 0,2 µm (100-200 nanómetros (nm)) y puede ampliarse hasta 600 nm para facilitar el pasaje de las cargas intracelulares voluminosas.

En V. necatrix el diámetro de los tubos polares (TP) varía desde 60 nm hasta 190 nm dependiendo de su contenido interno.
El filamento polar estudiado en sección transversal con microscopía electrónica,
está compuesto de capas concéntricas de diferentes densidades y espesores, que incluyen básicamente: el área densa externa, el área transparente media y el área densa interna.
El filamento muestra de 3 a 20 capas concéntricas, electro-lucidas y electro-densas, con un núcleo interno de material particulado denso a los electrones. En V. necatrix se han encontrado hasta 6 capas.

El espesor de las capas varía a lo largo del filamento, mientras que el número de capas varía con la madurez de las esporas. Se ha observado un patrón diferente de capas antes, durante y después de la extrusión.
El tubo polar está compuesto por proteínas, y se han informado varias proteínas del tubo polar (PTP) diferentes en los microsporidios.

En 2022 se habían identificado seis tipos de PTP (proteína 1 del tubo polar PTP1, PTP2, PTP3, PTP4, PTP5, PTP6, PTP7).
Las propiedades mecánicas de los componentes del TP permiten la transición explosiva desde el estado compacto al extendido además de la rápida translocación de carga en 1  o  2  segundos.

## Aparato polar de invasión
Para invadir la célula huésped, los microsporidios utilizan orgánulos específicos y especializados que son: el filamento polar, el disco de anclaje y el polaroplasto.

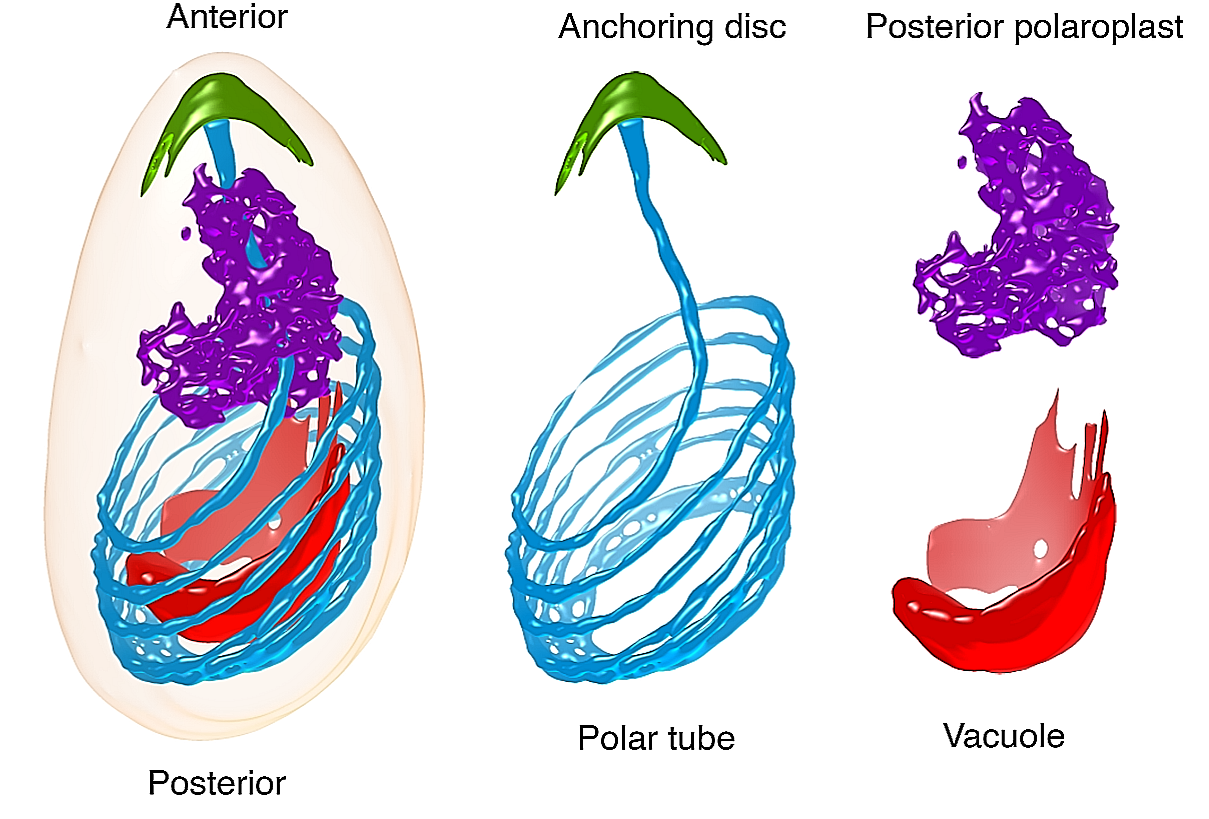
Aparato de invasión de espora. Anchoring disc= Disco de anclaje (en verde). A. algerae.

### Filamento polar
El filamento polar se divide para su estudio en dos sectores:
- el segmento lineal del filamento que emana de la punta anterior de la espora y se extiende hacia el extremo posterior, rodeado por el polaroplasto,
- la espiral del filamento, ubicado en la parte media y posterior de la espora, que rodea el núcleo y los orgánulos citoplasmáticos asociados.[6]

El enrollamiento del filamento polar puede variar desde 4 a 30 vueltas/espiras. 
En A. algerae el segmento enrollado del filamento consta de 7-12 vueltas en promedio.

El filamento enrollado tiene unos 70 nanómetros (nm) de diámetro.
El filamento polar extruído (evertido), se denomina tubo polar (TP) y puede penetrar la membrana de la célula objetivo, para anclar la espora en esa célula e invadirla.

### Disco de anclaje
El disco de anclaje (DA) forma una estructura en forma de paraguas en la punta anterior de la espora, debajo de la región más delgada de la endospora. 
El DA es el sitio de germinación de las esporas y, por lo tanto, es necesaria una  reorganización o interrupción de este para permitir la salida del tubo TP.

### Polaroplasto
El polaroplasto (PPL) es un sistema de cavidades limitadas por una membrana en la parte anterior de la espora, que ocupa entre un tercio y la mitad del volumen de la espora madura. Los compartimentos del PPL tienen forma de laminillas, cámaras o túbulos delimitados por membranas unitarias de aproximadamente 5 nanómetros (nm) de espesor.
Normalmente, el PPL consta de dos sectores con diferentes morfologías, el polaroplasto anterior y el polaroplasto posterior.

El polaroplasto posterior está cerca de la porción lineal del filamento polar y puede funcionar para estabilizar la porción lineal.
Se plantea que el PPL es importante durante el proceso de 'germinación', proporcionando la membrana necesaria para mantener el aumento de la superficie durante el transporte  a través del tubo polar (TP).

## Función
La función del tubo polar (TP) es servir como conducto hueco, para que el material infeccioso (esporoplasma) ingrese a la célula huésped y establezca un nicho de replicación.

Todo el proceso, desde el inicio de la extrusión del tubo TP hasta la finalización del transporte de la carga a través del tubo, se denomina 'germinación de espora'.

El evento de 'germinación' necesita una serie de eventos que incluyen cambios en el ambiente del huésped, y que son necesarios para activar la espora.

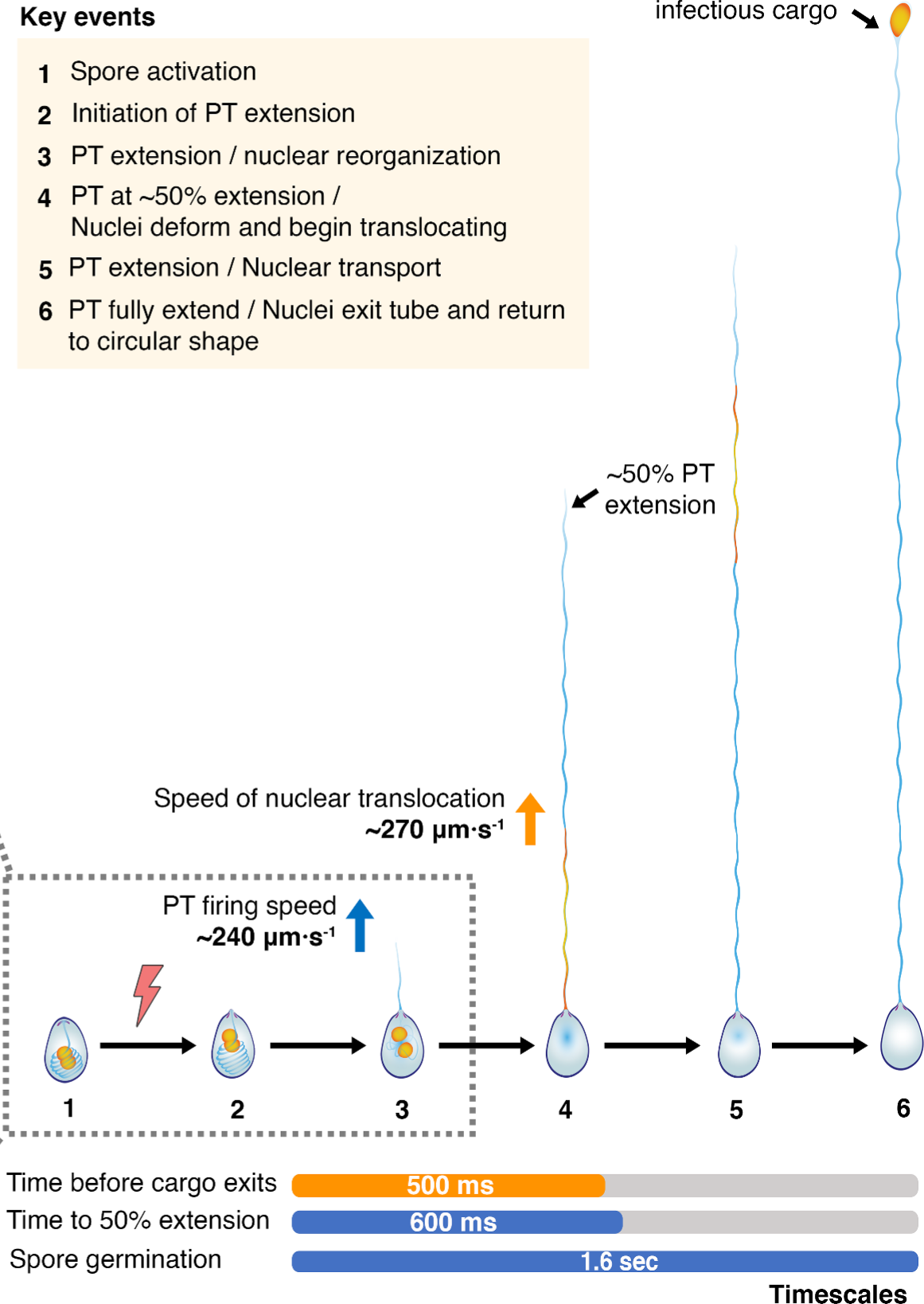
Esquema del desarrollo del Tubo polar

Cuando las esporas 'germinan' se produce un disparo explosivo en el polo apical, que transforma el filamento polar en un estado extendido en forma de tubo, conocido como tubo polar (TP).

La activación del filamento polar para transformarse en tubo polar (TP) tiene inicio en la zona apical de la capa interna de la pared de la espora (endospora).

El cambio inicial es un abultamiento del extremo apical de la espora, acompañado de un estrechamiento de la cubierta de la envoltura interna en esa zona.

El “complejo de unión apical” del filamento, sus membranas asociadas y el filamento   inactivo, se reorientan tras la activación de la espora.

El complejo apical se everte, formando una estructura similar a un collarín a medida que el filamento, ahora denominado tubo polar (TP), sale fuera de la espora.
Los tubos en extensión fuera de la espora pueden alcanzar una velocidad máxima media de 281 micrómetros/segundo (μm/s). V. necatrix evierte su tubo polar a la longitud máxima en menos de 1 segundo y expulsa el esporoplasma de la punta del tubo.

Varias especies de Encephalitozoon tardan menos de 500 milisegundos (ms) en disparar y pasar la carga infecciosa a través del tubo polar. En A. algerae la velocidad con la que extruye el tubo polar es de hasta 300 micrómetros/segundo (μm/s), y necesita 1,6 s para todo el proceso.

Vairomorpha necatrix evierte su tubo polar (TP) a la longitud máxima en menos de 1 segundo y expulsa el esporoplasma de la punta del tubo.